# Glavina Gornja
Glavina Gornja falu Horvátországban Split-Dalmácia megyében. Közigazgatásilag Imotski községhez tartozik.

## Fekvése
Splittől légvonalban 63, közúton 90 km-re keletre, Makarskától légvonalban 26, közúton 44 km-re északkeletre, községközpontjától 3 km-re északra a dalmát Zagora területén, Imotska krajina középső részén, a bosnyák határ mellett fekszik.

## Története
Imotska krajina területe már a történelem előtti időkben is lakott volt. Ezt bizonyítják a Grabovac és Zagvozd területén talált kőszerszámok. A térség első ismert népe az illírek egyik törzse a dalmátok voltak. Róluk mesélnek az ókorból fennmaradt halomsírok és várak maradványai, melyekből Imotska krajina területén több is található. Ilyen régészeti lelőhely a település határában fekvő Braćova glavica és Mala gradina. A rómaiak csak az 1. század elejére tudták véglegesen meghódítani a térséget. Római municipium volt a mai Runovići helyén feküdt Novae, de az ő örökségük az itt áthaladó római út is, mely Salonából Imotskin keresztül Narona irányába vezetett. A Zmijavci területén levő Dikovača nevű régészeti lelőhelyen feltárt ókeresztény bazilika maradványai bizonyítják, hogy a római korban itt is egy nagyobb település állt. A római uralom egészen 481-ig tartott. 6. század második felében a területet elfoglalták az avarok és szláv segédnépeik. A középkori horvát állam közigazgatásában ez a terület Fehér-Horvátországhoz, azon belül az Imoti zsupánsághoz tartozott. A török 1463-ban meghódította a közeli Boszniát, majd 1493-re már ez a terület is uralmuk alá került. A török uralom idején a Hercegovaci szandzsákban az Imotski náhije része volt, ennek területe lényegében megegyezett a középkori zsupánsággal. Az 1699-es karlócai béke török kézen hagyta. Végleges felszabadulása csak az újabb velencei-török háborút lezáró pozsareváci békével 1718-ban történt meg. Ezután a Velencei Köztársaság fennhatósága alá tartozott. A velencei uralomnak 1797-ben vége szakadt és osztrák csapatok vonultak be Dalmáciába. 1806-ban az osztrákokat legyőző franciák uralma alá került, de Napóleon lipcsei veresége után 1813-ban újra az osztrákoké lett. 1918-ban az új szerb-horvát-szlovén állam, majd később Jugoszlávia része lett. 1941 áprilisában a Független Horvát Állam része, majd 1943 szeptemberétől 1944 októberéig német megszállás alatt volt. A háború után a szocialista Jugoszláviához került. 1991 óta a független Horvátországhoz tartozik. 2011-ben a településnek 283 lakosa volt.

## Lakosság
| Lakosság változása | Lakosság változása | Lakosság változása | Lakosság változása | Lakosság változása | Lakosság változása | Lakosság változása | Lakosság változása | Lakosság változása | Lakosság változása | Lakosság változása | Lakosság változása | Lakosság változása | Lakosság változása | Lakosság változása | Lakosság változása |
| ------------------ | ------------------ | ------------------ | ------------------ | ------------------ | ------------------ | ------------------ | ------------------ | ------------------ | ------------------ | ------------------ | ------------------ | ------------------ | ------------------ | ------------------ | ------------------ |
| 1857               | 1869               | 1880               | 1890               | 1900               | 1910               | 1921               | 1931               | 1948               | 1953               | 1961               | 1971               | 1981               | 1991               | 2001               | 2011               |
| 0                  | 0                  | 0                  | 0                  | 0                  | 0                  | 0                  | 0                  | 414                | 429                | 442                | 275                | 274                | 271                | 234                | 283                |

(1857 és 1931 között lakosságát Glavina Donjához számították.)

## Nevezetességei
- Glavina Gornjától északra Zdilari településrész mellett található a „Braćova glavice” régészeti lelőhely, ahol két időszak rétegei különíthetők el. Az első fázist két őskori tumulus képviseli. Bár régészeti kutatást nem végeztek, a tumulusok felszínén található anyag és kialakításuk miatt a bronz és a vaskorra datálják őket. A késő középkorban a halmok körül síremlékekkel és sírkövekkel ellátott nekropolisz alakult ki. Többségük egyszerű, rusztikusan készített kőlap, bevésett keresztekkel. Az 5-6 fennmaradt kereszt közül az egyiket félhold is díszíti.[2]
- Ukradeni településrésztől északra található a „Mala gradina” régészeti lelőhely, ugyancsak két időszak rétegeivel. Az első szakasz egy őskori erődítmény, amely a domb tetején helyezkedik el. A domb tetejétől a mező felé egy patkó alakú, szárazon rakott kövekből álló sánc húzódik, amelyet részben négyzet alakú megalit kőblokkokkal falaznak. A domb fennsíkjának mérete mintegy 60 x 50 m. Bár régészeti kutatásokat nem végeztek, a domb felszínén található anyag ismeretében a bronz és a vaskorra datálható. A késő középkorban a halmok körül síremlékekkel ellátott nekropolisz alakult ki.[3]
- A Podi-hegyen található Medvidovići településrész. Itt egy nagy területen meglehetősen távol egymástól lakó- és kereskedelmi épületek helyezkednek el. A falucska mintegy 30 házból áll, melyek valószínűleg a 19. és 20. században épültek. Bár a település nagyrészt elhanyagolt, megőrizte az épületek térbeli elrendezését, valamint az épületek legtöbb építészeti elemét.[6]